# St. Michael's Mount
St. Michael's Mount (kornijščina: Karrek Loos yn Koos ) je majhen plimski otok v zalivu Mount v Cornwallu v jugozahodni Angliji. Otok je civilna župnija in je povezan z mestom Marazion z nasipom, tlakovanim z granitom, prehodnim med plimo in oseko. Župnija je imela leta 2011 35 prebivalcev. Upravlja ga National Trust. Od približno leta 1650 dalje sta bila grad in kapela dom družine St. Aubyn. Najzgodnejše zgradbe na vrhu so iz 12. stoletja. 
V kornijščini ime dobesedno pomeni 'siva skala v gozdu' in morda spominja na čase, ko zaliv Mount še ni bil poplavljen. Ostanki dreves se vidijo pri oseki po neurjih na plaži pri kraju Perranuthnoe. Po radiokarbonskem datiranju je bilo ugotovljeno, da je les iz okoli 1700 pred našim štetjem. 
Zgodovinsko gledano je bil St. Michael's Mount dvojnik Mont Saint-Michela v Normandiji v Franciji (značilnosti otoka so enake, imata podobno stožčasto obliko, čeprav je veliko manjši). V 11. stoletju ga je Edvard Spoznavalec dal benediktincem, ki so bili red Mont Saint-Michela.
St. Michael's Mount je eden od 43 plimskih otokov (brez mostu), na katere se da priti peš s celinske Britanije. Del otoka je zaradi svoje geologije kraj posebnega znanstvenega pomena od leta 1995. 

## Zgodovina

### Prazgodovina
Dokazano je, da so ljudje na tem območju živeli že v neolitiku (od okoli leta 4000 do 2500 pred našim štetjem). Ključno je bilo odkritje listu podobnih oblik kremenovih osti, ki so bile najdene v plitvi jami na spodnjem vzhodnem pobočju, kjer so zdaj vrtovi. Dva druga kosa kremena, ki sta bila najdena, sta iz mezolitika (okoli 8000 do 3500 pred našim štetjem). V mezolitiku je bila Britanija še vedno povezana s celinsko Evropo prek Doggerlanda. Arheologinja in prazgodovinarka Caroline Malone je ugotovila, da je bilo Britansko otočje v  poznem mezolitiku zaostalo v evropskem merilu, saj je na njem še vedno živela družba lovca nabiralca, medtem ko so se v večini južne Evrope že ukvarjali s kmetijstvom in so bili ljudje stalno naseljeni.  V tem času je bil hrib verjetno na suhem obdan z močvirnim gozdom. Vsi neolitski ali mezolitski tabori so bili verjetno uničeni pri kasnejših obsežnih gradnjah, vendar je skoraj gotovo, da so bili na gori sezonski ali kratkoročni tabori mezolitskih ljudi.
Noben kremen, odkrit do zdaj, ne more biti datiran v bronasto dobo (okoli 2500–800 pr. n. št.), ker je bilo vse kamenje na vrhu najverjetneje uničeno ob gradnji gradu. Predvidevajo, da je bakreno orožje, ki so ga našli na gori, iz bližnjega močvirja Marazion. Obrambni kamniti nasipi na severovzhodnem pobočju so verjetno iz začetka 1. tisočletja pred našim štetjem in najbrž ostanki gradu na skali. Hrib je eden od možnosti za otok Ictis, opisan  kot trgovski center kositra v  deluBibliotheca historica (Zgodovinski knjižnici) sicilijansko- grškega zgodovinarja  Diodorja Sicilskega, ki je pisal v 1. stoletju pred našim štetjem. 

### Srednji vek
Morda je bil tu samostan, verjetno od 8. do zgodnjega 11. stoletja, ki ga je Edward Spoznavalec dal normanski opatiji Mont Saint-Michel.  Stranski učinek vojne v Franciji je bila razpustitev samostanov.  Leta 1424 ga je Henrik V. dal ženskemu samostanu Syon v Isleworthu v Middlesexu leta 1424. Tako je bilo prekinjeno sodelovanje z Mont Saint Michelom  in otokom Looe (posvečen nadangelu Mihaelu). To je bil kraj za romarje, katerih pobožnost je v 11. stoletju  papež Gregor VII. spodbujal s cerkvenimi odpustki. 
Samostanska poslopja so bila zgrajena v 12. stoletju, leta 1275 je potres uničil izvirno samostansko cerkev, ki je bila obnovljena v poznem 14. stoletju in ostala v uporabi.
Sir Henry de la Pomeroy je zasedel hrib leta 1193 v imenu princa Ivana, ko je vladal kralj Rihard. 

### Obleganje 1473–74
John de Vere, 13. grof Oxfordski, ga je zasegel in ga obdržal v obdobju 23-tedenskega obleganja 6000 vojakov Edvarda IV.

### Zasedba Perkina Warbecka
Perkin Warbeck je hrib zasedel leta 1497. Sir Humphrey Arundell, guverner St. Michael's Mounta, je vodil upor leta 1549. Ko je vladala kraljica Elizabeta I., je bil dan Robertu Cecilu, grofu Salisburyjskemu. Njegov sin ga je prodal siru Francisu Bassettu. Med državljansko vojno se je sir Arthur Bassett, brat sira Francisa, na hribu boril proti parlamentarcem do julija 1646.

### Potres
Leta 1755 je lizbonski potres povzročil cunami do cornwalske obale, kar je več kot 1600 km stran. Morje je pri St. Mihael's Mountu v desetih minutah naraslo za 2 m, se umirilo in še naprej dvigalo in padalo pet ur. Francoski pisatelj 19. stoletja Arnold Boscowitz je trdil, da "je bilo veliko izgubljenih življenj in premoženja na obalah Cornwalla". 

### 18. in 19. stoletje
Malo je znano o naselju pred začetkom 18. stoletja, ve se le, da je bilo nekaj ribiških hiš in samostanskih zgradb. Po izboljšavi pristanišča leta 1727 je St. Michael's Mount postal cvetoče pristanišče.
Do leta 1811 je bilo 53 hiš in štiri ulice. Pomol je bil podaljšan leta 1821 in tega leta je bilo na otoku največ, to je 221 prebivalcev. Tam so bile tri šole, Wesleyjeva kapela in tri javne hiše, ki so jih obiskovali mornarji. Vas je nazadovala po večjih izboljšavah bližnjega pristanišča Penzance in podaljšanju železniške proge v Penzance leta 1852. Veliko hiš in zgradb so podrli. V viktorijanskih časih je bila pod zemljo zgrajena vzpenjača na tirih. Uporabljali so jo za prevoz prtljage do hiš. Občasno še deluje, vendar samo, kadar je nujno, in ni odprta za širšo javnost. To je zadnja uporabna  1372 mm dolga železnica v Britaniji. 
V poznem 19. stoletju so v grobu v kapeli odkrili ostanke puščavnika.  Hrib je bil leta 1659 prodan polkovniku Johnu St. Aubynu. Njegovi potomci, lordi St. Levan, so še vedno na St. Michael's Mountu.

### Druga svetovna vojna
Hrib je bil med drugo svetovno vojno v letih 1940 in 1941 utrjen. Tri bunkerje je mogoče videti še danes. 
65 let po drugi svetovni vojni so krožile govorice, ki so jih potrdili sodobniki, da je nekdanji nacistični minister za zunanje zadeve in nekdanji veleposlanik v Londonu Joachim von Ribbentrop nameraval živeti na hribu po nemški osvojitvi. Arhivirani dokumenti so pokazali, da je general von Ribbentrop, ko je bil v 1930-ih v Veliki Britaniji in najprej predlagal zavezništvo z nacistično Nemčijo, večkrat  obiskal Cornwall. 

### National Trust
Leta 1954 je tretji baron St. Levan dal večino St. Mihael's Mounta National Trustu skupaj z velikim skladom. Družina St. Aubyn je ohranila 999-letni zakup za grad in dovoljenje za upravljanje javnega ogleda zgodovinskih prostorov. Upravlja ga v sodelovanju z National Trusom.

## Otok danes
Kapela svetega Mihaela iz  15. stoletja ima stolp, v enem vogalu je majhna kupola, ki je usmerjala ladje. Kapela je zunaj škofije in še vedno pripada redu svetega Janeza [23] z dovoljenjem lorda St. Levana. Kapela Rock na plaži označuje, kje je bilo svetišče, posvečeno Devici Mariji, pri katerem so se romarji ustavili in jo častili pred vzponom na goro. Ohranjenih je veliko starin, oklepov, slik in pohištva. Številne hiše so zgrajene na hribu s pogledom na Marazion, izvir zagotavlja naravni dotok vode. Vrsta osmih hiš je na zadnji strani vasi, zgrajene so bile leta 1885 in so znane kot Elizabetina terasa. V nekaterih hišah živi osebje, ki dela v gradu in drugod na otoku. Na pokopališču (trenutno ni javno dostopno) so grobovi nekdanjih prebivalcev otoka in več utopljenih mornarjev. Nekaj je hiš, ki so bile prej hiše služinčadi s preoblačilnicami za kopalce, hlevi, pralnica, čolnarna, in dve nekdanji gostilni. Nekdanje balinišče je tik ob eni od stavb.
Pristanišče, razširjeno leta 1823, sprejme plovila do 500 ton, in ima pomol iz 15. stoletja, ki je bil prav tako prenovljen. Na vrhu je vidna medeninasta stopinja kraljice Viktorije. Leta 1846 je namreč izstopila iz kraljeve jahte na St. Mihael's Mount. Stopinja kralja Edvarda VII. pa je vidna v bližini balinišča. Leta 1967 je  kraljica mati vstopila v pristanišče v čolnu kraljeve jahte Britannia.
Na otoku je precejšnja zanimivost tudi podzemna železnica, ki se še vedno uporablja za prevoz blaga iz pristanišča na grad. Zgradili so jo rudarji okoli leta 1900 in je nadomestila konje. Njen strmi naklon je nevaren za potnike, zato jo je National Trust zaprl.
Nasip med hribom in Marazionom je bil leta 1879 izboljšan in dvignjen za 30 cm s peskom in kamni iz okolice.  Marca 2016 je bilo končano popravilo po škodi v zimski nevihti leta 2014.  Nekatere študije kažejo, da bi vsako povišanje oceanskih voda in tudi obstoječa naravna erozija močno ogrozila obalo Cornwalla in seveda St. Michael's Mount. 

## Geologija
Izpostavljenost kamnin okoli St. Michael's Mounta je priložnost videti številne značilnosti geologije Cornwalla na enem kraju. Hrib je izdelan v vrhnjem delu iz granita, intruziranega v preobražen devonski mulj ali pelit. Granit sam je mineraliziran z razvitim pokrovom grajzna (oblika granita, ki pogosto vsebuje SnO2, včasih tudi volfram). Zaradi svoje geologije je bila otoška stran, obrnjena proti morju, leta 1995 razglašena za območje posebnega znanstvenega pomena.

### Granit
Na gori sta vidni dve vrsti granita. Večina intruzij je turmalin granit muskovit, ki je spremenljiv porfirit. Ta se loči od biotita muskovit granita s pegmatitom.

### Devonski pelit
Pelit, prvotno določen kot mulj, se je regionalno preoblikoval in močno nagubal kot posledica hercinske orogeneze. Na to so vplivali vdori granita, kar je povzročilo dodaten kontaktni metamorfizem.

### Mineralizacija
Najboljše razvita mineralizacija je v zgornjem delu samega granita v obliki pokrova grajzenskih žil. Za te stopnje žil so mislili, da so se oblikovale s hidravličnim lomljenjem, ko je tlak tekočine na vrhu granita dosegel kritično raven. Granit je bil zlomljen in tekočina je spremenila granit z zamenjavo glinencev s kremenom in muskovitom. Tekočina je vsebovala tudi veliko bora, kositra, volframa in turmalina, volframit in kaserit sta običajna v grajzenskih žilah.

## Popularna kultura
St. Michael's Mount je prikazan v številnih filmih, tudi v filmu  Drakula iz leta 1979, v katerem je Drakulov grad. [34] V filmu o Jamesu Bondu Nikoli ne reči nikoli iz leta 1983 sta vodena izstrelka, oborožena z jedrskimi bojnimi glavami, letela nad angleškim podeželjem in na odprto morje neposredno prek St. Michael's Mounta. V filmu Johnny English iz leta 2003 je uporabljen za francoski dvorec. Leta 2012 so tu snemali fantazijski, doživljajski film Mariah Mundi and the Midas Box.
"Mt Saint Michel Mix + Saint Michaels Mount" je naslov eksperimentalne elektronske skladbe Aphexa Twina, ki je odraščal v Cornwallu. V fantazijskem romanu Michaela Moorcocka Prince Çorumse izmišljena različica St. Michael's Mounta pojavi kot Moidel's Mount.
To je bila ena od lokacij, ki so jo uporabljali na BBC za serijo One Balloon Idents od 4. oktobra 1997 do 29. marca 2002.

## Galerija
- Sončni zahod pri Mountu
- Grad St. Michael
- Nasip pri oseki
- Zemljevid iz leta 1946
- Sončni vzhod v zalivu Mount
- Zaliv Mount, 2014
- Grb družine St. Aubyn